# Języki judeoperskie
Języki judeoperskie (לשוננו) – języki lub dialekty przede wszystkim indoeuropejskie z grupy języków irańskich, używane przez Żydów w Iranie, Tadżykistanie (buchari), Rosji (w Dagestanie), w Azerbejdżanie oraz wśród emigrantów w innych krajach.
Istniał też literacki język judeo-perski (język dzhidi), obecnie wymarły, który pochodził od języka nowoperskiego i był zapisywany alfabetem hebrajskim. Szczytowy okres rozwoju tego języka to XIV w.–XVII w.
Języki lub dialekty judeoperskie powstawały na podstawie lokalnych dialektów języka perskiego z dodatkiem zapożyczeń z języka hebrajskiego i innych języków. Tak jak inne języki żydowskie, zachowały wiele archaicznych form z języka z którego powstały. Te dialekty, wbrew nazwie, nie zawsze były dialektami irańskimi (perskimi), niekiedy powstawały z innych języków (jak np. turkmeński, uzbecki i azerski), a nazwa „judeoperskie” oznacza, że funkcjonowały one w strefie wpływów kulturowych i politycznych Persji (Iranu). Dialekty (języki) judeoperskie również niekiedy były zapisywane.
Języki judeoperskie są obecnie używane głównie jako języki mówione w domu i w lokalnym środowisku żydowskim. Użytkownicy tych języków z reguły są dwu-, trzy-, a nawet czterojęzyczni, tzn. dodatkowo znają np. język perski, hebrajski i aramejski.
Współcześnie są to języki wymierające: w Iranie zanikły na skutek masowych wyjazdów Żydów z tego kraju, a wśród emigrantów są one wypierane przez język perski i języki urzędowe krajów osiedlenia (np. przez język hebrajski w Izraelu). W Rosji i Azerbejdżanie są one wypierane przez język rosyjski.